# Onthophagus koma
Onthophagus koma là một loài bọ cánh cứng trong họ Bọ hung (Scarabaeidae).